# Uropeltis pulneyensis
Uropeltis pulneyensis är en ormart som beskrevs av Beddome 1863. Uropeltis pulneyensis ingår i släktet Uropeltis och familjen sköldsvansormar. Inga underarter finns listade i Catalogue of Life.
Arten förekommer i nordöstra delen av bergstrakten Västra Ghats i Indien. Bergstraktens toppar ligger där mellan 1500 och 2400 meter över havet. Uropeltis pulneyensis vistas främst i städsegröna skogar. Den besöker även odlingsmark, trädgårdar och öppna ställen intill vägar.
För beståndet är inga hot kända och arten har troligen viss anpassningsförmåga. IUCN kategoriserar arten globalt som livskraftig.